# Kościół św. Mikołaja Biskupa w Krzywiniu
Kościół Świętego Mikołaja Biskupa w Krzywiniu – rzymskokatolicki kościół parafialny w mieście Krzywiń. Należy do dekanatu krzywińskiego. Mieści się przy ulicy Kościelnej.
Świątynia powstała z fundacji benedyktynów - w połowie XV stulecia zostało wybudowane prezbiterium, a nawa została dobudowana po 1515 roku. W 1824 roku na miejscu zawalonych stropów zostały założone nowe (świątynia była odnawiana w 1854, 1910 i 1971 roku). Jest to budowla gotycka, orientowana, zbudowana z cegły w układzie polskim, posiada jedną nawę. Nawa główna o trzech przęsłach, prezbiterium o dwóch przęsłach zamknięte trójkątnie. Na fasadzie mieści się ośmiokątna wieżyczka. Ołtarz w stylu późnorenesansowym ufundowany przez mieszczanina krzywińskiego Zygmunta Gierlachowskiego został wykonany przed 1628 rokiem, o trzech kondygnacjach, posiada sześć rzeźb świętych i Chrystusa Zmartwychwstałego, zakończony płaskorzeźbami ze scenami Wniebowzięcia i Koronacji Matki Bożej. W dolnej kondygnacji mieści się pięć rzeźb w stylu późnego gotyku - Matka Boża z Dzieciątkiem w otoczeniu świętych Mikołaja i Eustachego, świętych Heleny i Zachariasza.
Budowla posiada cztery ołtarze boczne w stylu późnego renesansu. Ambona w stylu rokokowym z II połowy XVIII stulecia. W prezbiterium mieści się nagrobek w stylu renesansowym ze stojącą postacią rycerza Andrzeja Miaskowskiego - podkomorzego poznańskiego (zmarłego w 1571 roku). Na belce tęczowej gotycka grupa pasyjna.